# Лимнатис (окръг Лимасол)
Лимна̀тис (на гръцки: Λιμνάτης) е село в Кипър, окръг Лимасол. Според статистическата служба на Република Кипър през 2001 г. селото има 260 жители.
Намира се на 5 km южно от Агиос Мамас.